# Łątkowate
Łątkowate (Coenagrionidae) – rodzina owadów z rzędu ważek, należąca do podrzędu ważek równoskrzydłych. Jest najliczniejszą w gatunki rodziną ważek – obejmuje ich ponad 1380. Samce większości gatunków (z wyjątkiem rodzaju Pyrrhosoma) są niebieskie.

## Występowanie
Łątkowate zasiedlają głównie wody stojące, rzadziej wolno płynące. Występują na wszystkich kontynentach poza Antarktydą.
W Polsce występują następujące gatunki:
- iglica mała (Nehalennia speciosa)
- łątka jeziorna (Erythromma lindenii)
- oczobarwnica większa (Erythromma najas)
- oczobarwnica mniejsza (Erythromma viridulum)
- łunica czerwona (Pyrrhosoma nymphula)
- nimfa stawowa (Enallagma cyathigerum)
- tężnica wytworna (Ischnura elegans)
- tężnica mała (Ischnura pumilio)
- łątka zielona (Coenagrion armatum)
- łątka stawowa (Coenagrion hastulatum)
- łątka wiosenna (Coenagrion lunulatum)
- łątka ozdobna (Coenagrion ornatum)
- łątka dzieweczka (Coenagrion puella)
- łątka wczesna (Coenagrion pulchellum)
- łątka zalotna (Coenagrion scitulum)

## Podział systematyczny
Dijkstra et al. (2014) w oparciu o badania filogenetyczne do łątkowatych włączyli rodzaje wcześniej zaliczane do rodziny Pseudostigmatidae oraz część rodzajów zaliczanych do Protoneuridae; wstępnie podzielili łątkowate na następujące podrodziny:
- Agriocnemidinae
- Ischnurinae
- Pseudagrioninae
- Protoneurinae
- Pseudostigmatinae
- Teinobasinae

Części rodzajów nie udało im się przyporządkować do żadnej z podrodzin. Systematyka w obrębie rodziny wymaga dalszych badań.

### Rodzaje
Do łątkowatych zaliczane są następujące rodzaje:

- Acanthagrion
- Acanthallagma
- Aceratobasis
- Aciagrion
- Aeolagrion
- Africallagma
- Agriocnemis
- Amazoneura
- Amorphostigma
- Amphiagrion
- Amphiallagma – jedynym przedstawicielem jest Amphiallagma parvum
- Amphicnemis
- Andinagrion
- Angelagrion
- Anisagrion
- Anomisma – jedynym przedstawicielem jest Anomisma abnorme
- Antiagrion
- Apanisagrion – jedynym przedstawicielem jest Apanisagrion lais
- Archibasis
- Argentagrion
- Argia
- Argiocnemis
- Austroagrion
- Austroallagma – jedynym przedstawicielem jest Austroallagma sagittiferum
- Austrocnemis
- Austrocoenagrion – jedynym przedstawicielem jest Austrocoenagrion lyelli
- Azuragrion
- Bromeliagrion
- Caliagrion – jedynym przedstawicielem jest Caliagrion billinghursti
- Calvertagrion
- Ceriagrion
- Chromagrion – jedynym przedstawicielem jest Chromagrion conditum
- Coenagriocnemis
- Coenagrion
- Coryphagrion – jedynym przedstawicielem jest Coryphagrion grandis
- Cyanallagma
- Dactylobasis – jedynym przedstawicielem jest Dactylobasis demarmelsi
- Denticulobasis
- Diceratobasis
- Dolonagrion – jedynym przedstawicielem jest Dolonagrion fulvellum
- Drepanoneura
- Enacantha – jedynym przedstawicielem jest Enacantha caribbea
- Enallagma
- Epipleoneura
- Epipotoneura
- Erythromma
- Fluminagrion – jedynym przedstawicielem jest Fluminagrion taxaense
- Forcepsioneura
- Franciscagrion
- Franciscobasis – jedynym przedstawicielem jest Franciscobasis franciscoi
- Hesperagrion – jedynym przedstawicielem jest Hesperagrion heterodoxum
- Hivaagrion
- Homeoura
- Huosoma
- Hylaeonympha – jedynym przedstawicielem jest Hylaeonympha magoi
- Idioneura
- Inpabasis
- Ischnura
- Junix – jedynym przedstawicielem jest Junix elumbis
- Lamproneura – jedynym przedstawicielem jest Lamproneura lucerna
- Leptagrion
- Leptobasis
- Leptocnemis – jedynym przedstawicielem jest Leptocnemis cyanops
- Leucobasis – jedynym przedstawicielem jest Leucobasis candicans
- Luzonobasis – jedynym przedstawicielem jest Luzonobasis glauca
- Mecistogaster
- Megalagrion
- Megaloprepus
- Melanesobasis
- Mesamphiagrion
- Mesoleptobasis
- Metaleptobasis
- Microstigma
- Millotagrion – jedynym przedstawicielem jest Millotagrion inaequistigma
- Minagrion
- Mortonagrion
- Negragrion – jedynym przedstawicielem jest Negragrion sagma
- Nehalennia
- Neoerythromma
- Neoneura
- Nesobasis
- Nikoulabasis
- Oreiallagma
- Oreocnemis – jedynym przedstawicielem jest Oreocnemis phoenix
- Oxyagrion
- Oxyallagma
- Pacificagrion
- Pandanobasis
- Papuagrion
- Paracercion
- Pericnemis
- Peristicta
- Phasmoneura
- Phoenicagrion
- Pinheyagrion – jedynym przedstawicielem jest Pinheyagrion angolicum
- Plagulibasis – jedynym przedstawicielem jest Plagulibasis ciliata
- Platystigma
- Proischnura
- Proneura – jedynym przedstawicielem jest Proneura prolongata
- Protallagma
- Protoneura
- Psaironeura
- Pseudagrion
- Pseudostigma
- Pyrrhosoma
- Roppaneura – jedynym przedstawicielem jest Roppaneura beckeri
- Sangabasis
- Schistolobos – jedynym przedstawicielem jest Schistolobos boliviensis
- Stenagrion
- Teinobasis
- Telagrion – jedynym przedstawicielem jest Telagrion longum
- Telebasis
- Tepuibasis
- Thaumatagrion – jedynym przedstawicielem jest Thaumatagrion funereum
- Tigriagrion – jedynym przedstawicielem jest Tigriagrion aurantinigrum
- Tuberculobasis
- Tukanobasis
- Vanuatubasis
- Xanthagrion – jedynym przedstawicielem jest Xanthagrion erythroneurum
- Xanthocnemis
- Xiphiagrion
- Zoniagrion – jedynym przedstawicielem jest Zoniagrion exclamationis